# Абдраїмов Абдукадир
Абдукадир Абдраїмов (1905, село Таштак (Ташлак) Андижанського повіту Ферганської області, тепер Сузацького району Джалал-Абадської області, Киргизстан — розстріляний 5 листопада 1938, біля села Чон-Таш, тепер села імені Суйменкула Чокморова Аламудунського району Чуйської області, Киргизстан) — киргизький радянський діяч, 2-й секретар ЦК КП(б) Киргизії, голова Головного Суду Киргизької АРСР, народний комісар землеробства Киргизької РСР.

## Біографія
Народився в родині селянина-бідняка. У 1917 році втратив батьків. З червня 1917 до жовтня 1921 року був пастухом у заможного селянина Бегалієва в селі Таштак. У 1920 році вступив до комсомолу. З жовтня 1921 до вересня 1922 року виховувався в дитячому будинку в селі Сафаровка Андижанського повіту.
У вересні 1922 — травні 1923 року — слухач курсів секретарів волосних революційних комітетів при НКВС Туркестанської АРСР у Ташкенті.
У травні 1923 — січні 1924 року — секретар виконавчого комітету Хан-Абадської волосної ради Султан-Абадського району Андижанського повіту.
У січні — червні 1924 року — секретар Базар-Курганського районного комітету комсомолу Кара-Киргизької автономної області.
У червні — липні 1924 року — секретар Джалал-Абадського окружного відділу народної освіти.
У липні 1924 — серпні 1925 року — завідувач економічно-правового відділу Джалал-Абадського окружного комітету комсомолу.
У серпні 1925 — вересні 1928 року — відповідальний секретар Джалал-Абадського кантонного комітету комсомолу Киргизької АРСР.
Кандидат у члени ВКП(б) з серпня 1926 до травня 1927 року. Член ВКП(б) з травня 1927 до січня 1938 року.
У вересні 1928 — травні 1930 року — курсант Тверської губернської школи радянського та партійного будівництва 2-го ступеня.
У травні — вересні 1930 року — завідувач культурно-пропагандистським відділом Ошського окружного комітету ВКП(б) Киргизької АРСР.
У вересні 1930 — січні 1931 року — відповідальний секретар Базар-Курганського районного комітету ВКП(б) Киргизької АРСР.
У січні — вересні 1931 року — голова Головного Суду Киргизької АРСР.
У вересні 1931 — листопаді 1933 року — відповідальний секретар Чуйського районного комітету ВКП(б) Киргизької АРСР.
У листопаді 1933 — квітні 1937 року — 1-й секретар Кетмень-Тюбинського районного комітету ВКП(б) Киргизької АРСР.
У квітні — жовтні 1937 року — завідувач відділу радянської торгівлі ЦК КП(б) Киргизії.
У вересні — жовтні 1937 року — 2-й секретар ЦК КП(б) Киргизії. Наказом НКВС СРСР у вересні 1937 року включений до складу «особливої трійки» Киргизької РСР.
З жовтня до грудня 1937 року — народний комісар землеробства Киргизької РСР. 8 січня 1938 року виключений із ВКП(б).
6 квітня 1938 року заарештований органами НКВС. 5 листопада 1938 року засуджений Виїзною сесією Військової колегії Верховного суду СРСР у місті Фрунзе до страти, розстріляний того ж дня в урочищі Чон-Таш (біля міста Фрунзе). 
Посмертно реабілітований 19 липня 1957, відновлений в членах КПРС 16 жовтня 1957 року. Останки 137 осіб, розстріляних у Чон-Таші в листопаді 1938 року, були виявлені в 1991 році і 30 серпня 1991 перепоховані з державними почестями в Меморіальному комплексі жертвам репресій «Ата-Беїт», в 100 м від розкопок.

## Нагороди
- Почесна грамота ЦВК Киргизької АРСР — «за вміле, успішне керівництво будівництвом першої черги дороги Ташкумир, Кетмен-Тюбе»